# Pedukun
Pedukun is een bestuurslaag in het regentschap Bungo van de provincie Jambi, Indonesië. Pedukun telt 1738 inwoners (volkstelling 2010).